# Hallonsandbi
Hallonsandbi (Andrena fucata) är en biart som beskrevs av Frederick Smith 1847.
Hallonsandbiet ingår i släktet sandbin och familjen grävbin. Inga underarter finns listade.

## Beskrivning
Huvudet har bruna antenner, mörkare hos hanen, och vitaktig behåring i ansiktet. Käkarna är mycket långa hos hanen. Mellankroppen är orangebrun hos honan, krämfärgad till vit hos hanen. Tergit 1 till 2 har långa, glesa, ljusa hår. Honan har även kortare, övervägande svarta hår på resten av bakkroppen. På tergiternas bakkanter har arten dessutom mörkbruna hårfransar. Honan har orangebruna bakskenben med bleka hår och vita hårfransar för polleninsamling, medan hanens bakskenben är mörkbruna. Honan blir 11 till 12 mm lång, hanen 8 till 10 mm.

## Ekologi
Arten är en viktig pollinatör som flyger till blommande växter ur framför allt rosväxternas familj, som hallonsläktet, plommonsläktet och hagtornssläktet, men också till ljungväxter som odonsläktet, flockblommiga växter som stäkror, törelväxter som mandeltörel, viveväxter som skogslysing, korgblommiga växter som maskrosor samt dunörtsväxter som mjölkört. Flygtiden varar från mitten av maj till mitten av juli, i undantagsfall in i augusti. Hallonsandbiet förekommer i skog, på hedar och andra gräsmarker samt på kustnära sanddyner. I Alperna kan det gå upp till 2 000 m, i Karpaterna 1 500 m.
Som alla sandbin är arten solitär och gräver sina larvbon på sandig jord. Det förekommer att flera honor gräver ut sina bon i små kolonier. Bona kan parasiteras av skogsgökbi, som lägger sina ägg i larvcellerna, ett ägg i varje. Den resulterande larven lever av den insamlade näringen, efter det att värdägget eller -larven dödats.

## Utbredning
Hallonsandbiet förekommer från Irland och Storbritannien över norra och centrala Europa inklusive Fennoskandia till Turkiet, Kaukasien, Kazakstan och Sibirien i öster och sydöst.
I Sverige förekommer arten i större delen av landet, i Norrland främst längs kusten, även om fynd har gjorts så långt norrut som vid Kiruna. Den är klassificerad som livskraftig (LC) i landet. I Finland förekommer arten i hela landet, från Åland och sydkusten norrut till södra Lappland, men glest längst i norr. Även här är den klassificerad som livskraftig.